# Nicole Girard-Mangin
Nicole Girard-Mangin (París, 11 de octubre de 1878 - París, 6 de junio de 1919) fue la primera doctora francesa en servir en el ejército francés. Sirvió en varios roles durante toda la Primera Guerra Mundial era especialista en tuberculosis.

## Biografía
Sus padres procedían de Varennes-en-Argonne, en la región nororiental de Francia. Su padre era maestro de escuela. En 1896 comenzó sus estudios de medicina que abandonó después de casarse en 1899 con André Girard, adoptando su apellido junto con el suyo como Girard-Mangin. Mientras tanto ayudó a su esposo con el viñedo de su familia en la región de Champagne. Tras el nacimiento de su hijo la pareja decidió divorciarse Girard-Mangin reanudó sus estudios y pudo presentar su tesis en 1909. Se especializó en tuberculosis y enfermedades contagiosas, más tarde abrió una clínica de tuberculosis y comenzó la investigación sobre el cáncer junto con el equipo del médico Émile Roux en el Instituto Pasteur. En 1909 defendió su tesis Les Poisons cancéreux continuando sus investigaciones acerca de la tuberculosis y el cáncer. En 1914 dirigió el dispensario antituberculoso del hospital de Beaujon.

## Primera Guerra Mundial

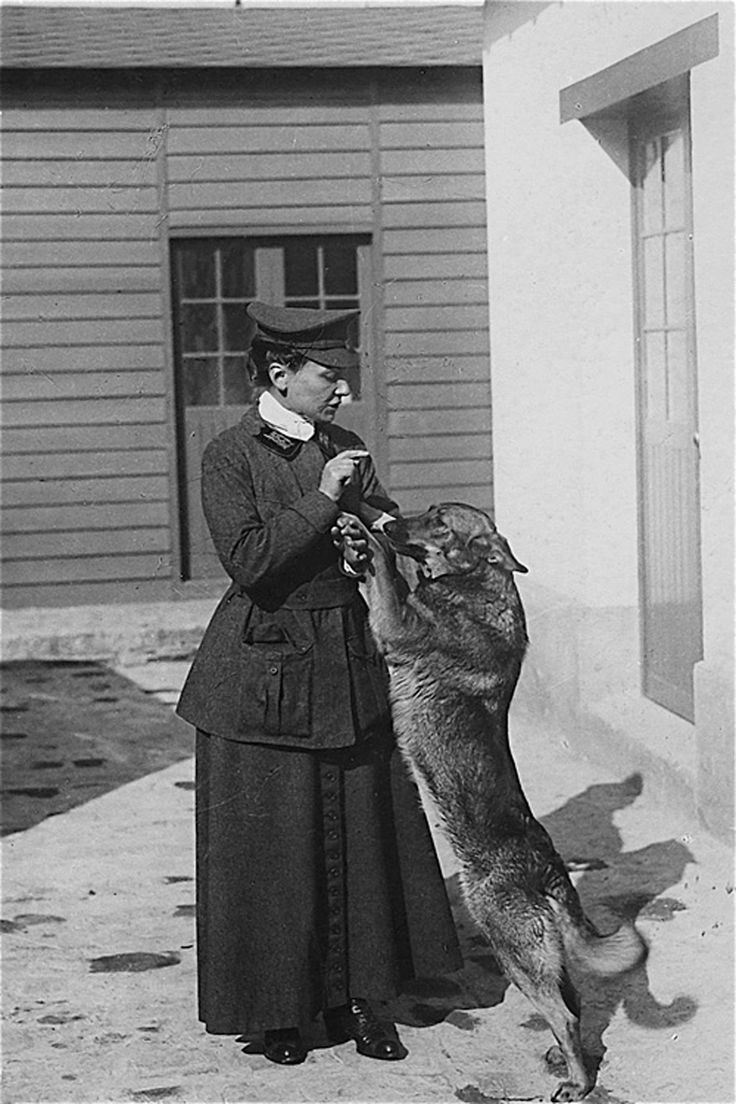
Girard-Mangin jugando con su perro Dun

A principios de agosto de 1914, el ejército francés se movilizaba por todo el país. Francia estaba llamando rápidamente a tantos soldados, enfermeras y médicos como podía antes de la guerra que podría comenzar en cualquier momento. Girard-Mangin, que todavía usaba el apellido de su exmarido, fue llamada. Podría haber habido un error en su papeleo, lo que llevó a un empleado a pensar que estaba llamando al Dr. Gerard Mangin. Sin embargo, su papeleo estaba en orden y, como resultado, se convirtió en la primera mujer médico del ejército francés aunque carecía de un rango oficial o de la paga de un médico. Su primer destino fue en un antiguo balneario en Bourbonne-les-Bains, donde su superior no aprobaba tener una mujer como médico allí. Escribió varias veces al cuartel general solicitando que Girard-Mangin fuera expulsada de este puesto. Sus solicitudes fueron rechazadas constantemente ya que el ejército francés todavía tenía una escasez masiva de médicos calificados.  Una semana después de su destino, vio a sus primeros pacientes, un tren lleno de soldados heridos.  En noviembre, fue enviada a un hospital militar en Verdun, donde permaneció hasta febrero de 1916. : 191 También recibió su primer rango, como médica auxiliar, pero su salario se mantuvo al nivel de las enfermeras. En Verdun, trató a pacientes con fiebre tifoidea. A partir de febrero de 1916, los alemanes lanzaron un ataque inesperado en la sección de Verdun e hicieron grandes avances en un corto período de tiempo. Se hizo evidente que el hospital donde trabajaba Girard-Mangin pronto podría ser capturado por el enemigo pudo escapar, junto con todos sus pacientes. Durante la evacuación, Girard-Mangin resultó herida cuando una pieza de metralla rompió la ventana del vehículo en el que se encontraba. Poco después, confrontó a su oficial superior por su falta de rango y salario. Después de varios meses, fue ascendida a Doctor Major, 2nd Class y recibió un pago atrasado. En 1917, fue ascendida al rango de médico-capitán y fue nombrada directora del programa de formación de enfermeras en el Hospital Edith Cavell de París. Mientras estuvo en París, hizo campaña a favor de la Unión Francesa por el Sufragio Femenino.Participó en sesiones de la Cruz Roja Americana sobre tuberculosis.  Dirigió el hospital Edith Cavell en París formado auxiliares, afrontó dos pandemias gripe española e implantó medidas higiénicas que consiguieron que se registraran menos muertes.
Girard-Mangin murió el 6 de junio de 1919 por una presunta sobredosis.   Su biógrafo sugiere que sufría de un cáncer incurable y deseaba acortar su sufrimiento.  Ateo, Girard-Mangin recibió un funeral civil. Fue incinerada en el cementerio Père Lachaise, sus cenizas enterradas en la tumba familiar en Saint-Maur-des-Fossés.

## Premios y reconocimientos
- Virginia Gasull  en su novela Nicole rescata la vida de la Doctora Girard-Mangin.[9]